# Rufinus von Assisi

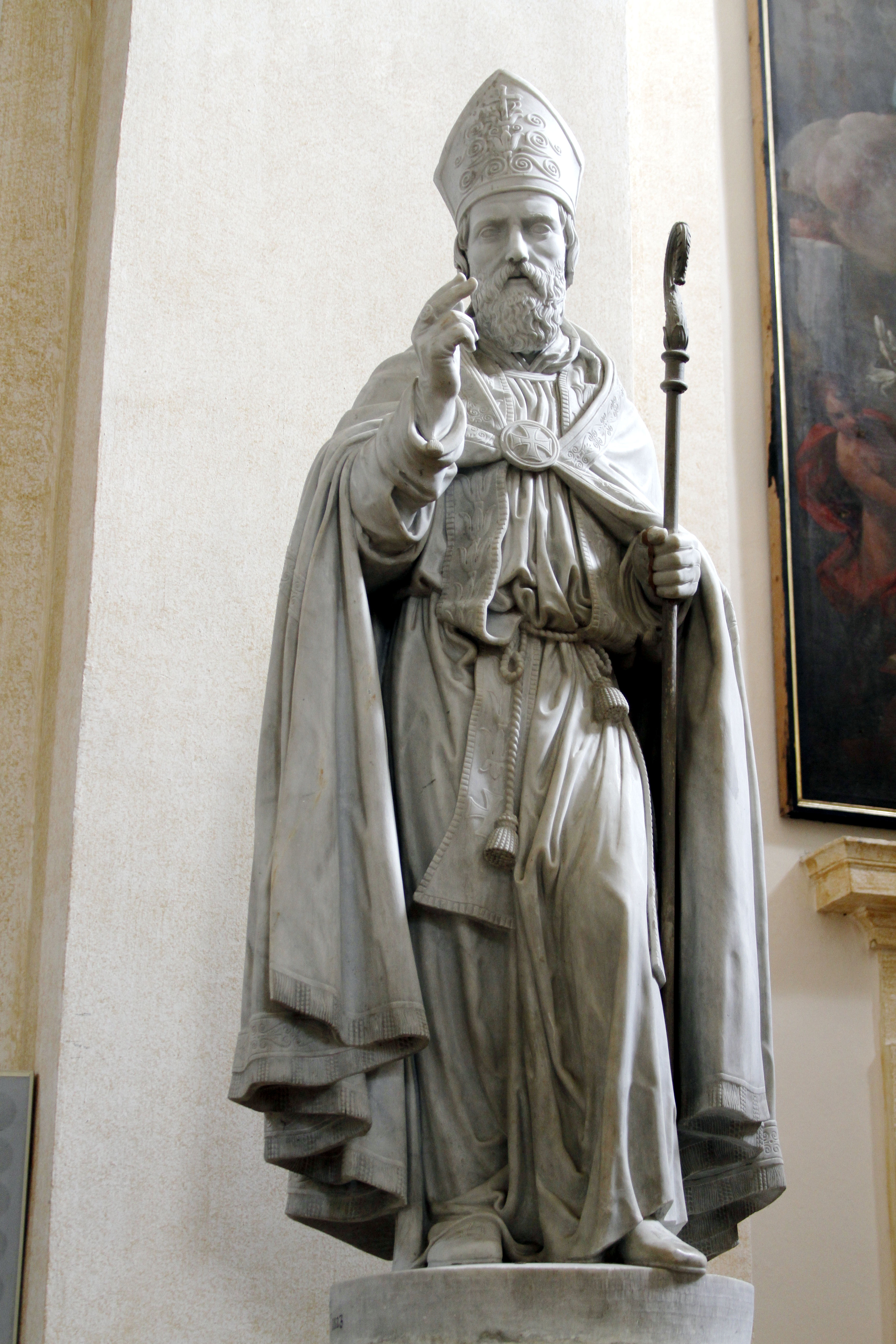
Rufinus in der Kathedrale von Assisi

Rufinus von Assisi (it. Rufino) war der Legende nach der erste Bischof von Assisi. Er soll als Märtyrer bei Costano (Bastia Umbra) gestorben sein. Seine Reliquien wurden im 8. Jahrhundert nach Assisi gebracht.